# RPM Package Manager
RPM (RPM Package Manager eller tidligere: RedHat Package Manager) er det første og stadig mest benyttede system til installation af programmer på en Linux-maskine.
På dansk kan man vel kalde systemet eller begrebet for pakkehåndtering eller indpakning af programmer klar til udpakning og direkte brug hos slutbrugeren.
Installation af programmer i et Linux-miljø kan være meget teknisk krævende, idet udgangspunktet er det originale og åbne program. Det skal oversættes og lænkes til andre programmer, før det kan anvendes. RPM derimod er baseret på færdigudgaver, som er målrettet bestemte processorer og Linux-udgaver/distributioner.
Det anvendes ikke blot i Red Hat Linux, men også i andre udgaver af det populære styresystem.
Det centrale program i RPM er rpm som kan bruges til at installere og afinstallere RPM-pakker foruden til at undersøge deres indhold samt hvilke pakker der er installeret. Tidligere brugtes rpm også til at bygge RPM-pakker med, men den funktion er i nyere versioner af RPM flyttet til programmet rpmbuild.
Nogle Linuxdistributioner har lavet wrapperprogrammer til rpm som kan bruges i stedet for at kalde rpm direkte.
Mandriva Linux har for eksempel bl.a. urpmi til pakkeinstallation, urpme til afinstallation, og urpmf og urpmq til henholdsvis at finde bestemte RPM-pakker og undersøge deres indhold. Disse wrappere har den fordel at de bedre kan tage højde for og behandle pakkeafhængigheder mv. end rpm selv kan. Yderligere findes der også programmer med grafisk brugergrænseflade (bl.a. rpmdrake) som kan bruges som et yderligere lag uden på de førnævnte wrapperprogrammer som alle er kommandolinjebaserede.